# Cerro Verde (Rocha)
El Cerro Verde és una zona costanero-marítima ubicada al Parc Nacional de Santa Teresa, dins el departament de Rocha, al sud-est de l'Uruguai. Des del punt de vista geogràfic, inclou la Punta Coronilla, el Cerro Verde o Punta de los Loberos i el conjunt de les illes oceàniques associat a Isla Verde. L'àrea forma part de la Reserva de la biosfera "Banyats de l'Est i Franja Costanera" (UNESCO), i a més és part d'un lloc Ramsar (Llei Num. 15.377).
Es troba actualment sota la jurisdicció de l'autoritat administrativa del Parc Nacional de Santa Teresa, dependent del Servei de Parcs de l'Exèrcit (SE.PA.E.), limita al N amb l'Hotel Parque Oceánico, al S amb el Parc de Santa Teresa, a l'O amb la Ruta 9 i a l'E amb l'oceà Atlàntic. La franja marina adjacent al lloc abasta la mar territorial uruguaiana fins a les 5 milles nàutiques (límit del lloc Ramsar), limitat al N i al S per línies perpendiculars a la línia de costa.

## Geografia
El clima correspon a subtropical humit segons la classificació climàtica de Köppen, amb una temperatura mitjana anual de 16 °C i 950 mm de precipitació mitjana anual.
El turó es troba sobre la costa oceànica, les característiques de la qual (de 20 - 30 m.s.n.m. d'altitud aproximada) tenen associades planes a les dunes costaneres. El Cerro Verde té una alçada de 10 a 25 m.s.n.m. Està compost de roques granítiques, revestit en gairebé tota la seva superfície per sorres eòliques. Juntament amb altres elevacions locals forma part del massís granític de Santa Teresa.